# 제1대 틴머스 남작 존 쇼어

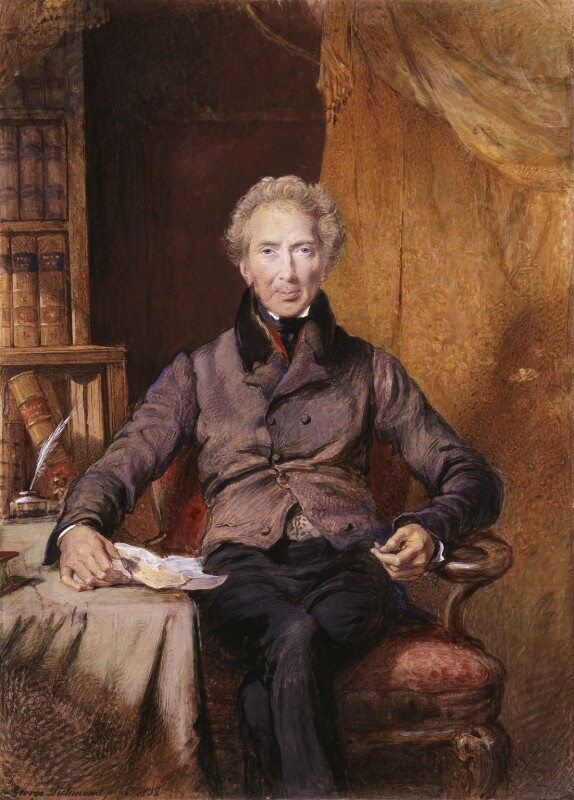
틴머스 경

제1대 틴머스 남작 존 쇼어(영어: John Shore, 1st Baron Teignmouth, 1751년 10월 5일 ~ 1834년 2월 14일)는 영국령 인도 제도의 총독(재임:1793년~1797년)이다. 쇼어는 영국 해외 성서 선교회의 제1대 회장이다.
노예무역 폐지를 위해 평생을 헌신했던 윌리엄 윌버포스와 함께 클래펌 공동체의 일원으로 6년간 살았다. 그는 인도대륙 사람들을 긍휼히 여기는 사람들의 모임을 결성했다. 그들은 기독교 선교를 돕는 한편 사티와 유아살해와 같은 인도의 악습을 폐지하는 일에 힘썼다.